# Indywidualne Mistrzostwa Polski na Żużlu 1978
Indywidualne Mistrzostwa Polski na Żużlu 1978 – zawody żużlowe, mające na celu wyłonienie medalistów indywidualnych mistrzostw Polski w sezonie 1978. Rozegrano cztery turnieje ćwierćfinałowe, dwa półfinały oraz finał, w którym zwyciężył Bernard Jąder.

## Finał
- Gorzów Wielkopolski, 22 lipca 1978
- Sędzia: ?

| Msc. | Zawodnik                 | Klub           | Pkt   |             |  |
| ---- | ------------------------ | -------------- | ----- | ----------- |  |
| 1    | Bernard Jąder            | Leszno         | 13    | (3,3,2,3,2) |  |
| 2    | Bolesław Proch           | Gorzów Wlkp.   | 12    | (3,3,3,w,3) |  |
| 3    | Robert Słaboń            | Wrocław        | 11 +3 | (2,w,3,3,3) |  |
| 4    | Andrzej Huszcza          | Zielona Góra   | 11 +2 | (1,3,3,2,2) |  |
| 5    | Mieczysław Woźniak       | Gorzów Wlkp.   | 9     | (2,2,2,3,w) |  |
| 6    | Stanisław Turek          | Leszno         | 8     | (3,0,1,1,3) |  |
| 7    | Bogdan Skrobisz          | Gdańsk         | 8     | (2,2,3,1,w) |  |
| 8    | Mariusz Okoniewski       | Leszno         | 6     | (0,1,0,2,3) |  |
| 9    | Antoni Fojcik            | Rybnik         | 6     | (3,2,1,w,–) |  |
| 10   | Zbigniew Filipiak        | Zielona Góra   | 6     | (0,1,2,2,1) |  |
| 11   | Alfred Siekierka         | Opole          | 5     | (0,2,t,3,d) |  |
| 12   | Grzegorz Kuźniar         | Rzeszów        | 5     | (2,t,2,–,1) |  |
| 13   | Ryszard Fabiszewski      | Gorzów Wlkp.   | 3     | (t,3,u,–,–) |  |
| 14   | Jerzy Kochman            | Świętochłowice | 2     | (1,0,0,1,d) |  |
| 15   | Piotr Pyszny             | Rybnik         | 2     | (1,1,d,t,–) |  |
| 16   | Franciszek Stach         | Opole          | 1     | (1,u,–,–,–) |  |
|      | rez. Daniel Chmielewski  | Częstochowa    | 0     | (d,u)       |  |
|      | rez. Grzegorz Szczepanik | Rybnik         | 7     | (1,2,1,2,2) |  |
|      | rez. Marek Towalski      | Gorzów Wlkp.   | 1     | (0,0,0,1)   |  |
|      | rez. Bolesław Rzewiński  | Gorzów Wlkp.   | 2     | (1,1,0)     |  |